# Міністр оборони України
Міні́стр оборо́ни Украї́ни — посада створена за постановою Верховної Ради України від 24 серпня 1991 року «Про військові формування в Україні», якою було визначено: «підпорядкувати всі військові формування, дислоковані на території України, Верховній Раді України; утворити Міністерство оборони України; Урядові України приступити до створення Збройних Сил України».

## Історія
11 жовтня 1991 року Верховна Рада України затвердила Концепцію оборони і будівництва Збройних Сил України та постановила створити Раду оборони України, затвердила склад посадових осіб, які до неї входять, а також Положення про Раду оборони України. У Концепції було визначено повноваження Міністра оборони України і Головного штабу Збройних Сил України.
6 грудня 1991 року Верховна Рада України приймає надзвичайно важливі для військового будівництва закони − «Про оборону України» і «Про Збройні Сили України». Того ж дня було затверджено текст Військової присяги, яку в залі Верховної Ради першим склав Міністр оборони України генерал-полковник К. П. Морозов. 3 січня 1992 року розпочався процес приведення до добровільної присяги на вірність народові України дислокованих на українській території військ.

## Перелік міністрів
| #    | Голова                                                                  | Фото | Вид військ             | Термін                                                               | Служба за президентства                     | Зауваження                                                                           |
| ---- | ----------------------------------------------------------------------- | ---- | ---------------------- | -------------------------------------------------------------------- | ------------------------------------------- | ------------------------------------------------------------------------------------ |
| 1    | генерал-полковник Костянтин Морозов                                     |      | Повітряні сили         | 3 вересня 1991 — 4 жовтня 1993                                       | Леонід Кравчук                              | Перший міністр оборони незалежної України.                                           |
| в.о. | генерал-полковник Іван Біжан                                            |      | Сухопутні війська      | 4 жовтня 1993 — 8 жовтня 1993                                        | Леонід Кравчук                              |                                                                                      |
| 2    | генерал-полковник (генерал армії з 30 листопада 1993) Віталій Радецький |      | Сухопутні війська      | 8 жовтня 1993 — 25 серпня 1994                                       | Леонід Кравчук; Леонід Кучма                | Перший Генерал армії України.                                                        |
| 3    | Валерій Шмаров                                                          |      |                        | (25 серпня 1994 — 10 жовтня 1994 в.о.) 10 жовтня 1994 — 8 липня 1996 | Леонід Кучма                                | Перший цивільний міністр оборони України.                                            |
| 4    | генерал-полковник (генерал армії з 23 серпня 1998) Олександр Кузьмук    |      | Сухопутні війська      | 11 липня 1996 — 24 жовтня 2001                                       | Леонід Кучма                                |                                                                                      |
| 5    | генерал-полковник (генерал армії з 23 серпня 2001) Володимир Шкідченко  |      | Сухопутні війська      | 12 листопада 2001 — 25 червня 2003                                   | Леонід Кучма                                |                                                                                      |
| 6    | генерал армії Євген Марчук                                              |      |                        | 25 червня 2003 — 23 вересня 2004                                     | Леонід Кучма                                |                                                                                      |
| 7    | генерал армії Олександр Кузьмук                                         |      | Сухопутні війська      | 24 вересня 2004 — 3 лютого 2005                                      | Леонід Кучма; Віктор Ющенко                 |                                                                                      |
| 8    | полковник Анатолій Гриценко                                             |      |                        | 4 лютого 2005 — 18 грудня 2007                                       | Віктор Ющенко                               |                                                                                      |
| 9    | Юрій Єхануров                                                           |      |                        | 18 грудня 2007 — 5 червня 2009                                       | Віктор Ющенко                               |                                                                                      |
| в.о. | полковник Валерій Іващенко                                              |      |                        | 5 червня 2009 — 11 березня 2010                                      | Віктор Ющенко; Віктор Янукович              |                                                                                      |
| 10   | адмірал Михайло Єжель                                                   |      | Військово-морські сили | 11 березня 2010 — 8 лютого 2012                                      | Віктор Янукович                             | Перший адмірал незалежної України.                                                   |
| 11   | Дмитро Саламатін                                                        |      |                        | 8 лютого 2012 — 24 грудня 2012                                       | Віктор Янукович                             | 24 червня 2020 року ДБР повідомило про підозру Саламатіну у скоєнні державної зради. |
| 12   | Павло Лебедєв                                                           |      |                        | 24 грудня 2012 — 27 лютого 2014                                      | Віктор Янукович                             | 24 червня 2020 року ДБР повідомило про підозру Лебедєву у скоєнні державної зради.   |
| в.о. | адмірал Ігор Тенюх                                                      |      | Військово-морські сили | 27 лютого 2014 — 25 березня 2014                                     | Олександр Турчинов (в. о.)                  |                                                                                      |
| в.о. | генерал-полковник Михайло Коваль                                        |      | Сухопутні війська      | 25 березня 2014 — 3 липня 2014                                       | Олександр Турчинов (в. о.); Петро Порошенко |                                                                                      |
| 13   | генерал-полковник Валерій Гелетей                                       |      |                        | 3 липня 2014 — 14 жовтня 2014                                        | Петро Порошенко                             |                                                                                      |
| 14   | генерал-полковник (генерал армії з 14 жовтня 2015) Степан Полторак      |      |                        | 14 жовтня 2014 — 29 серпня 2019                                      | Петро Порошенко; Володимир Зеленський       |                                                                                      |
| 15   | Андрій Загороднюк                                                       |      |                        | 29 серпня 2019 — 4 березня 2020                                      | Володимир Зеленський                        |                                                                                      |
| 16   | генерал-лейтенант Андрій Таран                                          |      | Сухопутні війська      | 4 березня 2020 — 3 листопада 2021                                    | Володимир Зеленський                        |                                                                                      |
| 17   | Олексій Резніков                                                        |      |                        | 4 листопада 2021 — 5 вересня 2023                                    | Володимир Зеленський                        |                                                                                      |
| 18   | Рустем Умєров                                                           |      |                        | 6 вересня 2023 —16 липня 2025                                        | Володимир Зеленський                        | Перший міністр оборони України кримськотатарського походження.                       |
| 19   | Денис Шмигаль                                                           |      |                        | 17 липня 2025 — дотепер                                              | Володимир Зеленський                        |                                                                                      |